# Pisárecký tunel
Pisárecký tunel je silniční tunel v Brně. Je postaven mezi čtvrtěmi Nový Lískovec a Pisárky, kde ústí u brněnského výstaviště.
Tunel se nachází na silnici I/23, která zde tvoří směrově rozdělenou výpadovou silnici z Brna k dálnicí D1 (Pražská radiála, ulice Bítešská). Společně s radiálou tak spojuje D1 se silnicí I/42, Velkým městským okruhem. Tvoří jej dva převážně ražené tubusy s 5% klesáním směrem do Pisárek, každý z nich má dva jízdní pruhy. Délka tubusů činí 497 a 510 m. Bezprostředně na tunel navazují dvě mostní konstrukce: v Novém Lískovci přes místní komunikaci a potok Čertík, v Pisárkách přes řeku Svratku. V Pisárkách dále sousedí se stavbou mimoúrovňové křižovatky Hlinky. Provoz v tunelu sleduje Centrální technický dispečink.
Stavba úseku Pražské radiály s tunelem byla zahájena v listopadu 1994. První etapa s tubusem ve směru z Brna byla zprovozněna 28. listopadu 1997, druhá část s tubusem od Prahy byla uvedena do provozu 8. září 1998.
V říjnu 2011 se zde konalo cvičení složek Integrovaného záchranného systému Jihomoravského kraje, které prověřilo možnosti zásahu při havárii v tunelu.